# Política de Antígua e Barbuda
Antígua e Barbuda é um Commonwealth Realm e o chefe de estado é a Carlos III do Reino Unido, que é representada em Antígua e Barbuda por um governador geral. O poder executivo está nas mãos do primeiro-ministro, que também é chefe do governo. O primeiro-ministro é geralmente o líder do partido vencedor nas eleições para a Câmara dos Representantes (17 deputados), que se realizam de cinco em cinco anos. A outra câmara do parlamento, o senado, tem 17 membros, nomeados pelo governador geral.
Em setembro de 2022, o chefe do governo de Antígua e Barbuda anunciou que planeia organizar um referendo nos próximos três anos para que os eleitores decidam se optam pela república.
O primeiro-ministro eleito foi o trabalhista Vere C. Bird. Nas eleições de 1994, Bird foi substituído pelo filho, Lester Bird, o actual primeiro-ministro é Baldwin Spencer (24 de Março de 2004 - ). Durante os últimos anos, em meio a suspeitas de corrupção no governo, ganhou importância em Barbuda um movimento em prol da secessão.